# Улица Лысенко (Чернигов)
Улица Лысенко (укр. Вулиця Лисенка) — улица в Новозаводском районе города Чернигова. Пролегает от улицы Нахимова до тупика возле улицы Успенская, исторически сложившаяся местность (район) Лесковица.
Нет примыкающих улиц.

## История
Первые дома Новолуговой улицы построены в период 1908—1917 года.
В 1960 году улица получила современное название — в честь украинского композитора Николая Витальевича Лысенко.
После вхождения в черту города Чернигова села Александровка 8 июля 1999 года, появилась ещё одна улица Лысенко, которая 12 ноября 2002 года была переименована на улицу Григория Щербины.

## Застройка
Парная и непарная стороны улицы заняты усадебной застройкой. Улица расположена в пойме реки Десна. Улица имеет участок перпендикулярный основному, что пролегает до улицы Толстого.
Учреждения: нет